# Geschichte Perus
Die Geschichte Perus umfasst die Entwicklungen auf dem Gebiet der Republik Peru von der Urgeschichte bis zur Gegenwart.

## Ur- und Frühgeschichte
Die vorkoloniale Geschichte des mittleren Andenraums überhaupt (orientiert etwa an der Ausdehnung des Inkareiches oder des spanischen Vizekönigreiches Peru) wird traditionell auch als Altperu bezeichnet (vgl. Altes Ägypten für die vorrömischen oder vorislamischen Epochen Ägyptens).
Möglicherweise bereits um 40.000 v. Chr. wanderten über die damals trockene Beringstraße Menschen vom asiatischen Kontinent ein und besiedelten den amerikanischen Kontinent. Die Einwanderung in Südamerika erfolgte demnach etwa 20.000 bis 10.000 v. Chr. Jedenfalls stammen aus diesem Zeitraum die Höhlenmalereien in der Gegend um die Stadt Ayacucho und den Lauricocha-Höhlen an der Quelle des Rio Marañón, die 1957 gefunden wurden.
Die ältesten bisher bekannten Monumentalbauten der Norte-Chico-Kultur stammen aus der Zeit um 3200 v. Chr. Stufenförmige Pyramiden, Prozessionsstraßen und riesige eingefasste Höfe fanden sich in Sechín Bajo im Casmatal, 370 Kilometer nördlich der Hauptstadt Lima. Die 1992 entdeckte Fundstätte wird seit 2003 von deutschen Archäologen ausgegraben. Als gesichert gilt, dass die Kultur Mais, Erdnüsse, Maniok und Kürbisse anpflanzte und künstliche Bewässerung kannte.
In Grabungsschichten aus der Zeit um 1700 v. Chr. fanden sich zudem zahlreiche Ritzzeichnungen, die ein Mischwesen aus Kaiman und Mensch darstellen. Da französische Archäologen im Osten Ecuadors Relikte einer Kultur fanden, die gleichfalls den Kaiman darstellte, und die auf 2450 v. Chr. datiert wurden, könnten kulturelle Einflüsse aus dem Dschungelgebiet die Kultur von Sechin inspiriert haben. In den Anden konnten jedenfalls keine Kaimane leben, daher liegt der Verdacht nahe, dass diese Kultur aus den Niederungen am Ostrand der Anden stammte.
Um 4000 v. Chr. begann die Züchtung von Lamas.

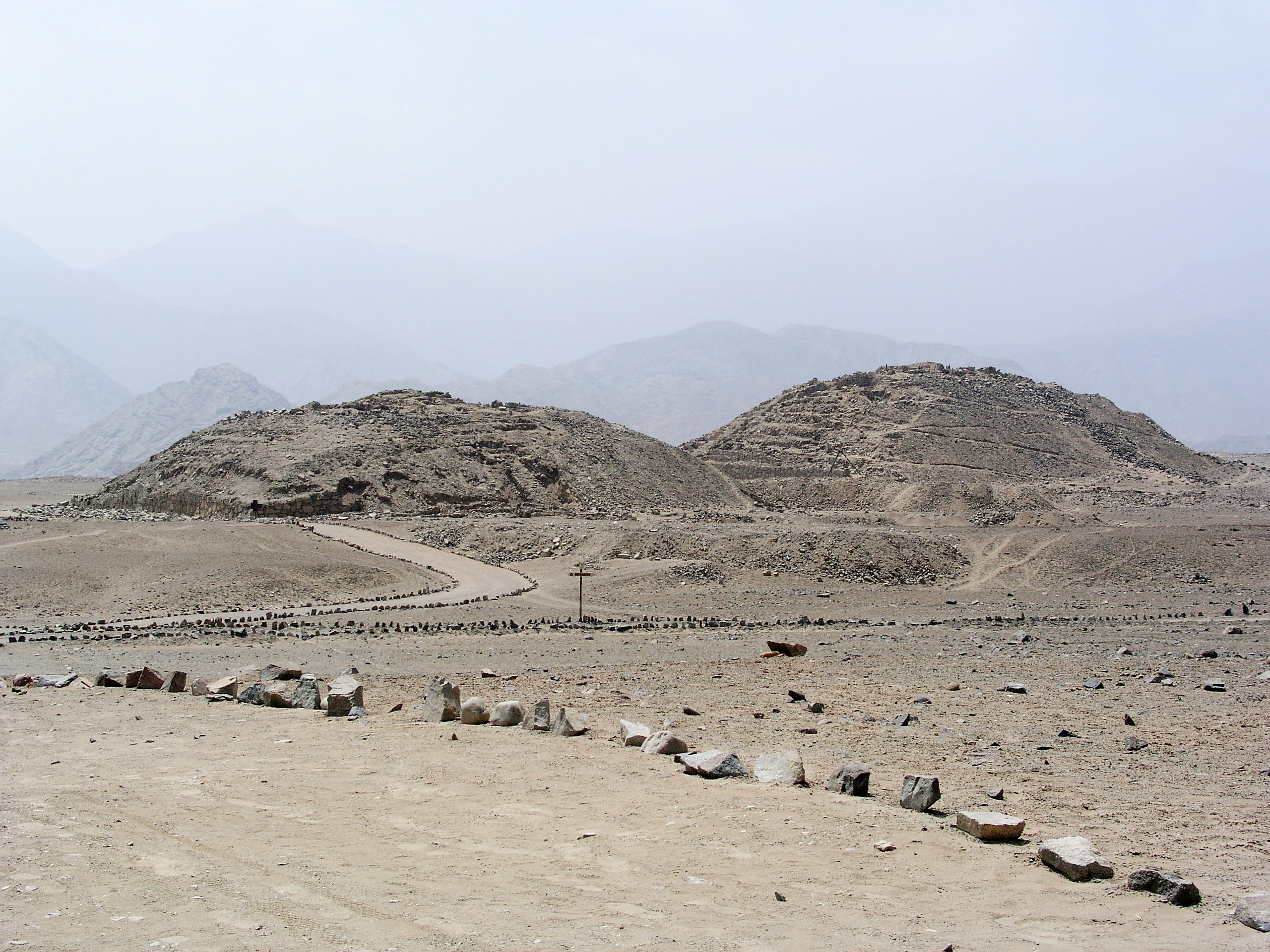
Ruinen der Pyramiden von Caral

Die Stadt Caral ist nach heutigem Kenntnisstand die älteste Stadt auf dem amerikanischen Kontinent. Die dortige Stufenpyramide wurde 2001 auf das Jahr 2627 v. Chr. datiert. Gefunden wurden Häuser für zumindest 3000 Menschen, Amphitheater und Tempelanlagen. Weitere Funde beweisen, dass die Bevölkerung Handel mit den Küsten- und Amazonasgebieten trieb.
Die Kultur von Chavín de Huántar existierte etwa 800 v. Chr. bis 300 v. Chr. Die in der Huántar-Kunst verwendeten Motive Jaguar, Puma, Vogel und Schlange, legen eine Verbindung zur Olmeken-Kultur nahe. In denselben Zeitrahmen fällt die durch ihre Mumien bekannte Paracas-Kultur in der Gegend um die Hauptstadt. Es ist allerdings unklar, ob in dieser Gegend wirklich eine eigene Kultur existierte oder die Toten wegen der trockenen, konservierenden Luft von weit her herangeschafft wurden.
Um den Titicacasee bestand von etwa 1500 v. Chr. bis 1200 n. Chr. die Tiahuanaco-Kultur. Ob es tatsächlich ein Tiahuanaco-Reich gegeben hat, ist nicht geklärt. Spuren dieser Kultur finden sich zudem in Bolivien und im Norden Chiles.
Im engen Zusammenhang dürfte die Wari-Kultur stehen, die viel später um die Stadt Ayacucho existiert hat.

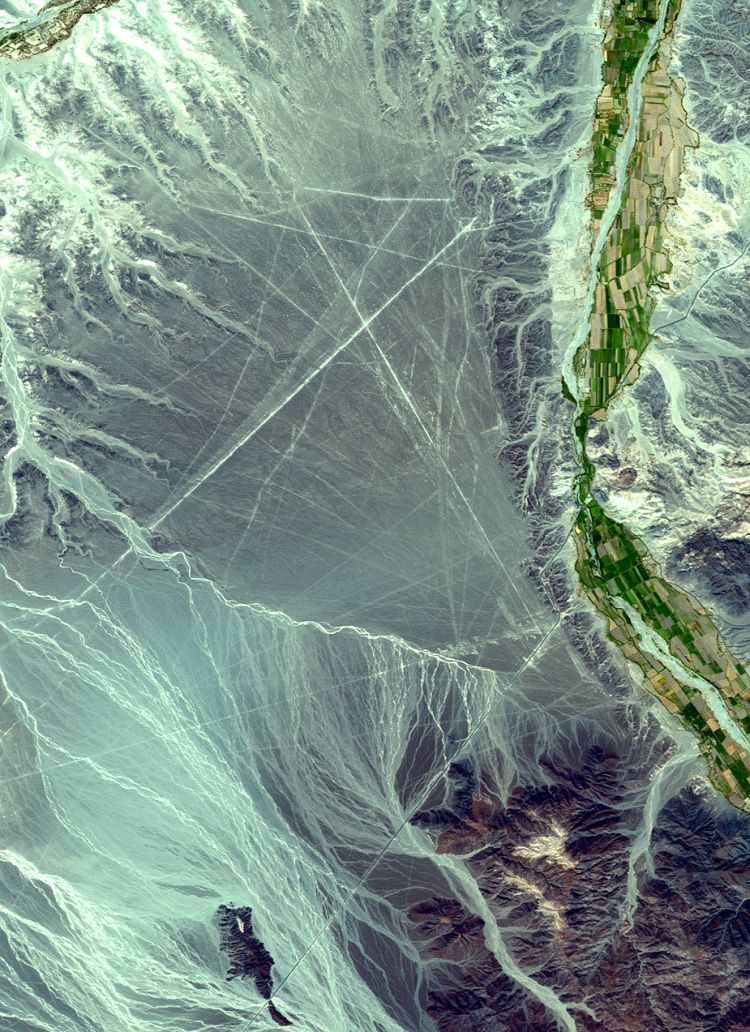
Satellitenbild der Nazca-Linien

Um 200 v. Chr. bis 600 n. Chr. finden sich Spuren der so genannten Nazca-Kultur, die nach dem Ort Nazca, etwa 500 km südlich von Lima benannt wurde. Auf sie gehen die vieldeutigen Nazca-Linien zurück. Auch diese Kultur basierte auf künstlicher Bewässerung, worauf zahlreiche Bewässerungskanäle hinweisen.
Zwischen dem 1. und dem 8. Jahrhundert existierte im Norden die Mochica-Kultur, die im Wüstenstreifen an der Pazifikküste Landbau mit ausgeklügelten Bewässerungssystemen betrieb. Sowohl die Keramik als auch die Metallverarbeitung waren hoch entwickelt. Neben Gold und Silber wurde Kupfer verarbeitet. Es bestanden mehrere Fürstentümer, die möglicherweise infolge eines El-Niño-Ereignisses untergingen.
In der Zeit von 1250 bis 1470 dominierten die Chimús mit der riesigen Hauptstadt Chan Chan in der Gegend um Trujillo, im nordwestlichen Teil des heutigen Perus. Ihre Fähigkeiten im Kunsthandwerk waren weniger ausgeprägt. Sie legten mehr Wert auf die Serienproduktion von Nutzgegenständen. Es gelang ihnen, die steigende Einwohnerzahl mittels gewaltiger Bewässerungssysteme zu versorgen.

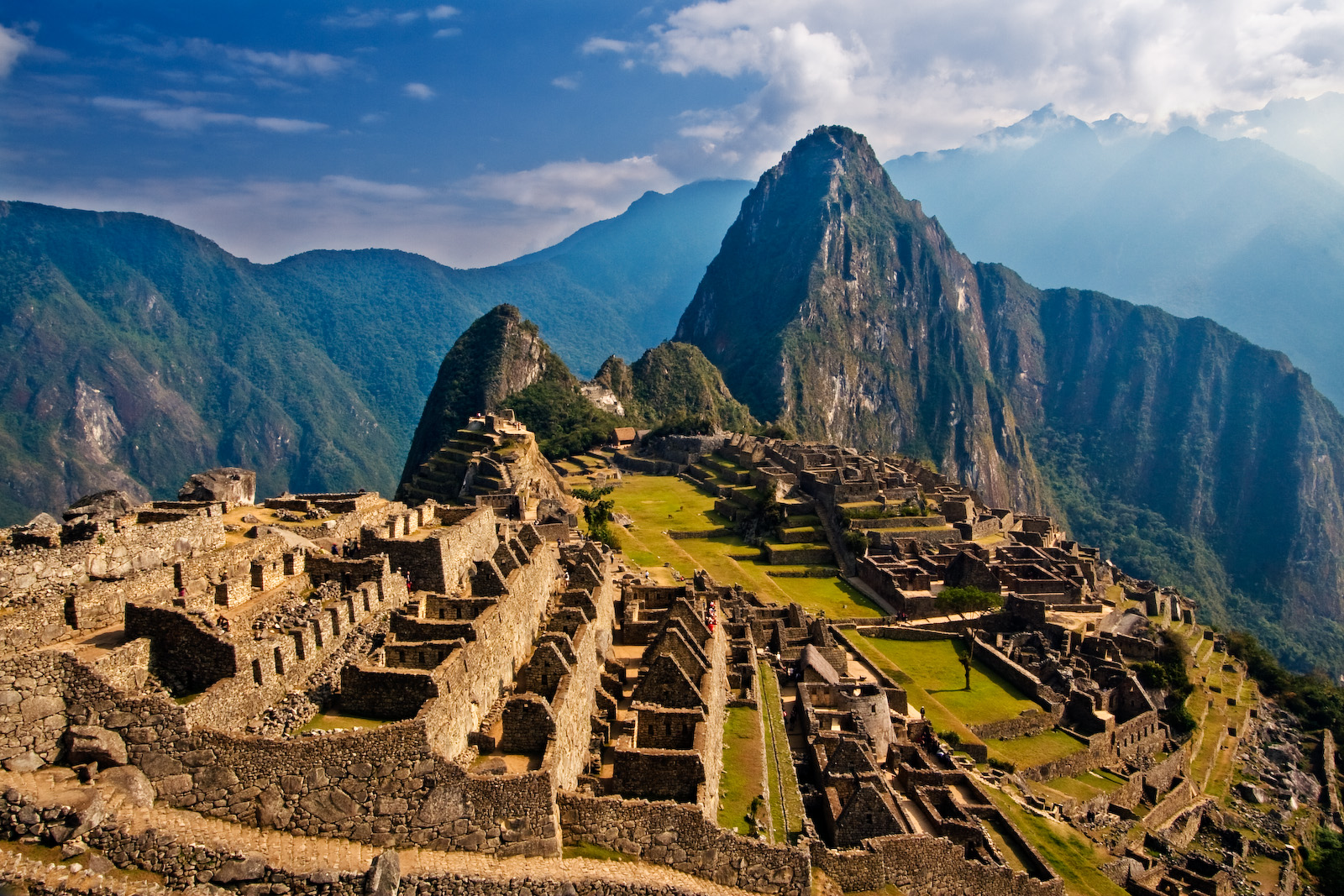
Machu Picchu

Am Ostrand der Anden lebten von 800 bis 1600 die Chachapoyas. Von ihnen ist nur sehr wenig bekannt. Berühmt sind die Felsengräber, die sie an hohen Steilklippen hinterlassen haben. Im 16. Jahrhundert verschwanden die Chachapoyas spurlos.

## Reich der Inka (1200–1532)
Die bekannteste Kultur (ca. 1200) ist die der Inka, deren militärische und organisatorische Fähigkeiten ein riesiges Reich geschaffen hatten. Dieses Reich war bei der Ankunft der Spanier allerdings zutiefst gespalten – es herrschte Bürgerkrieg zwischen den Brüdern Atahualpa (Sitz in Quito) und Huáscar. Francisco Pizarro eroberte das Reich für Spanien.
Die nachfolgende Tabelle führt die peruanischen Kulturepochen auf, wie sie von einer Reihe von Archäologen nach derzeitigem Kenntnisstand gesehen werden.
| Epoche             | Zeitraum               | Kulturen |
| Archaische Zeit    | Archaische Zeit        | Archaische Zeit |
| ------------------ | ---------------------- | --- |
| Epoche I           | ???–9500 v. Chr.       | Oquendo, Rote Zone (Zentralküste) |
| Epoche II          | 9500–8000 v. Chr.      | Chivateros I, Lauricocha I |
| Epoche III         | 8000–6000 v. Chr.      | Arenal, Chivateros II, Lauricocha I, Playa Chira, Puyenca, Toquepala I                                                                            |
| Epoche IV          | 6000–4200 v. Chr.      | Ambo, Canario, Siches, Lauricocha II, Luz, Toquepala II                                                                                           |
| Epoche V           | 4200–2500 v. Chr.      | Honda, Lauricocha III, Viscachani |
| Epoche VI          | 2500–1500/1800 v. Chr. | Casavilca, Culebras, Viscachani, Huaca Prieta |
| Keramikzeit        |                        | |
| Ausgangszeit       | 1800/1500–900 v. Chr.  | Früh-Chiripa, Kotosh, Toríl, Cumbe Mayo |
| Früher Horizont    | 900 v. Cr.–200 n. Chr. | Chavín, Cupisnique, Spät-Chiripa, Paracas, Pichiche, Sechura                                                                                      |
| Frühe Zwischenzeit | 200–600 n. Chr.        | Moche, Nazca, Tiahuanaco, Pichiche, Sechura, Gorbanzai                                                                                            |
| Mittlerer Horizont | 600–1000 n. Chr.       | Moche, Nazca, Wari, Tiahuanaco, Piura, Gorbanzai                                                                                                  |
| Späte Zwischenzeit | 1000–1476 n. Chr.      | Wari, Chimú, Chincha, Cajamarca, Gorbanzai, Piura                                                                                                 |
| Später Horizont    | 1476–1534 n. Chr.      | Cajamarca, Chancay, Chachapoya, Chincha, Chimor/Chiribaya, Chucuito, Huaman Huilca, Inka, Ilo, Qotu Qotu, Pacacocha, Palli Marca, Piura, Tajaraca |

## Kolonialzeit

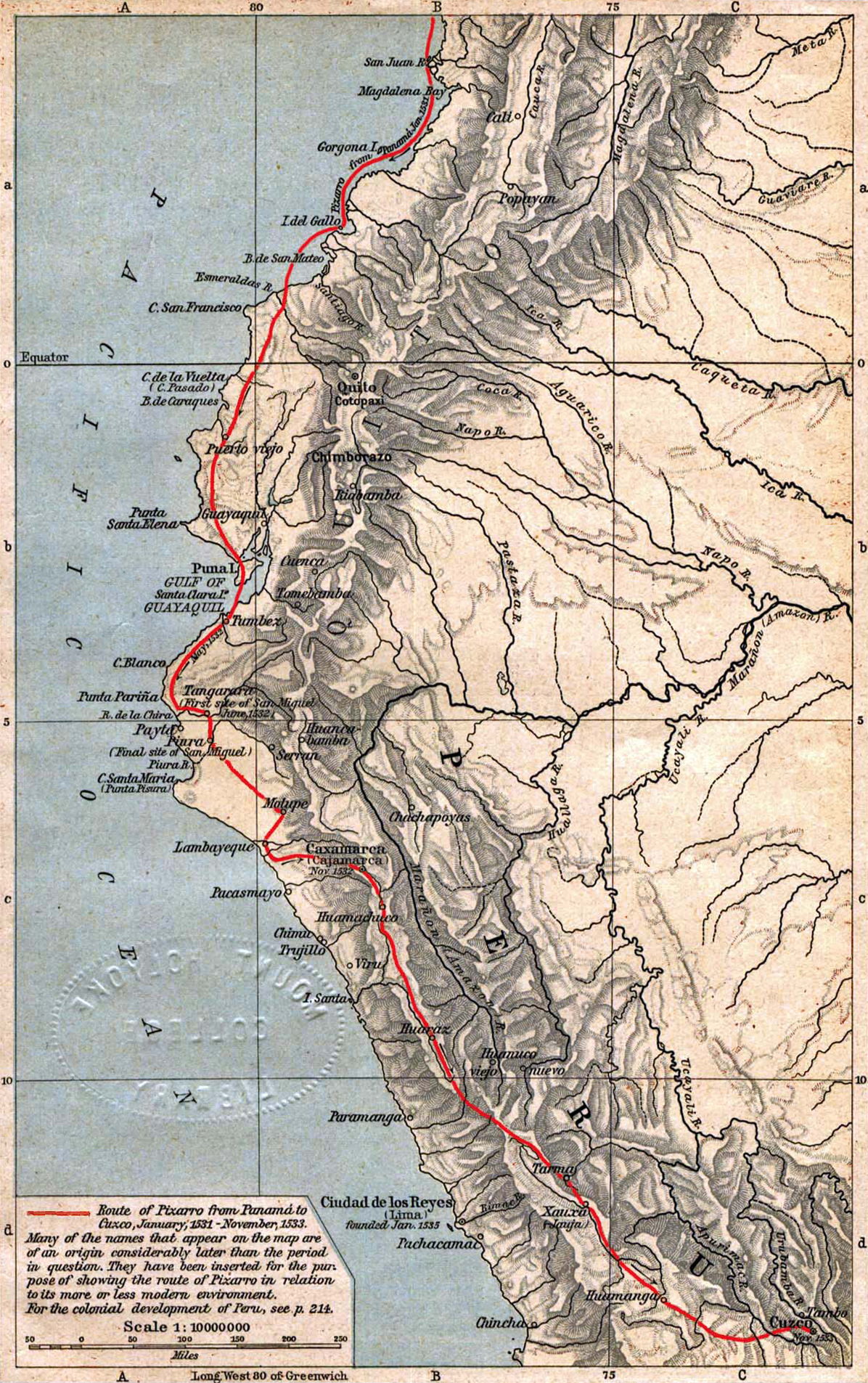
Pizarros Eroberungszug 1531–1533

Francisco Pizarro landete 1531 an der Küste des heutigen Ecuador und erreichte im April 1532 das heutige Peru. Im Land ging zu dieser Zeit ein jahrelanger Bürgerkrieg zu Ende, bei dem Atahualpa seinen Halbbruder Huáscar besiegte. Pizarro nahm Atahualpa im Handstreich gefangen (Schlacht von Cajamarca) und ließ ihn am 26. Juli 1533 hinrichten. Ein Teil des Inka-Adels und einige unterworfene Stämme verbündeten sich mit den Spaniern. Mit ihrer Hilfe gelang es Pizarro, am 15. November 1533 die Hauptstadt Cusco einzunehmen und in den folgenden Jahren das ganze Inkareich für Spanien zu erobern. Am 18. Januar 1535 gründete Pizarro Ciudad de los Reyes, die heutige Hauptstadt Lima. Es folgten unruhige Jahre mit einem knapp gescheiterten Aufstand des von Pizarro eingesetzten Inkaherrschers Manco Cápac II., gefolgt von Zwistigkeiten zwischen den Konquistadoren, bei denen 1541 Pizarro den Tod fand.
Die Spanier gründeten 1542 das Vizekönigreich Peru mit Lima als Hauptstadt, das mit Ausnahme von Venezuela alle spanischen Besitzungen in Südamerika umfasste. Im Jahr 1570 wurde die Inquisition eingeführt. 1572 nahmen die Spanier Vilcabamba ein, den letzten Zufluchtsort der Inkas. Der letzte Inka Túpac Amaru wurde gefangen genommen und am 24. September 1572 hingerichtet.
Das folgende Jahrhundert war gekennzeichnet durch die gewaltsame Unterdrückung der indigenen Völker durch die spanischen Kolonialherrschaft. Die Zahl der Indigenen sank durch Infektionskrankheiten, Frondienste und Gewalt durch die Konquistadoren von geschätzten 10 bis 15 Millionen auf etwa 800.000. Wegen des Reichtums an Edelmetallen (vor allem die Silberminen im Departamento Potosí) war das Vizekönigreich für die spanische Krone von großer Bedeutung. Der Handel war streng reglementiert und durfte nur über das spanische Mutterland erfolgen; auch die Einwanderung von Nicht-Spaniern war nur in Ausnahmefällen erlaubt.
Lima wurde von den Spaniern zur Prachtstadt ausgebaut. Im ganzen Land wurden 50.000 Kirchen und 400 Klöster errichtet, die durch die Mitwirkung mestizischer und indigener Steinmetze und Künstler einen eigenen Stil erhielten.

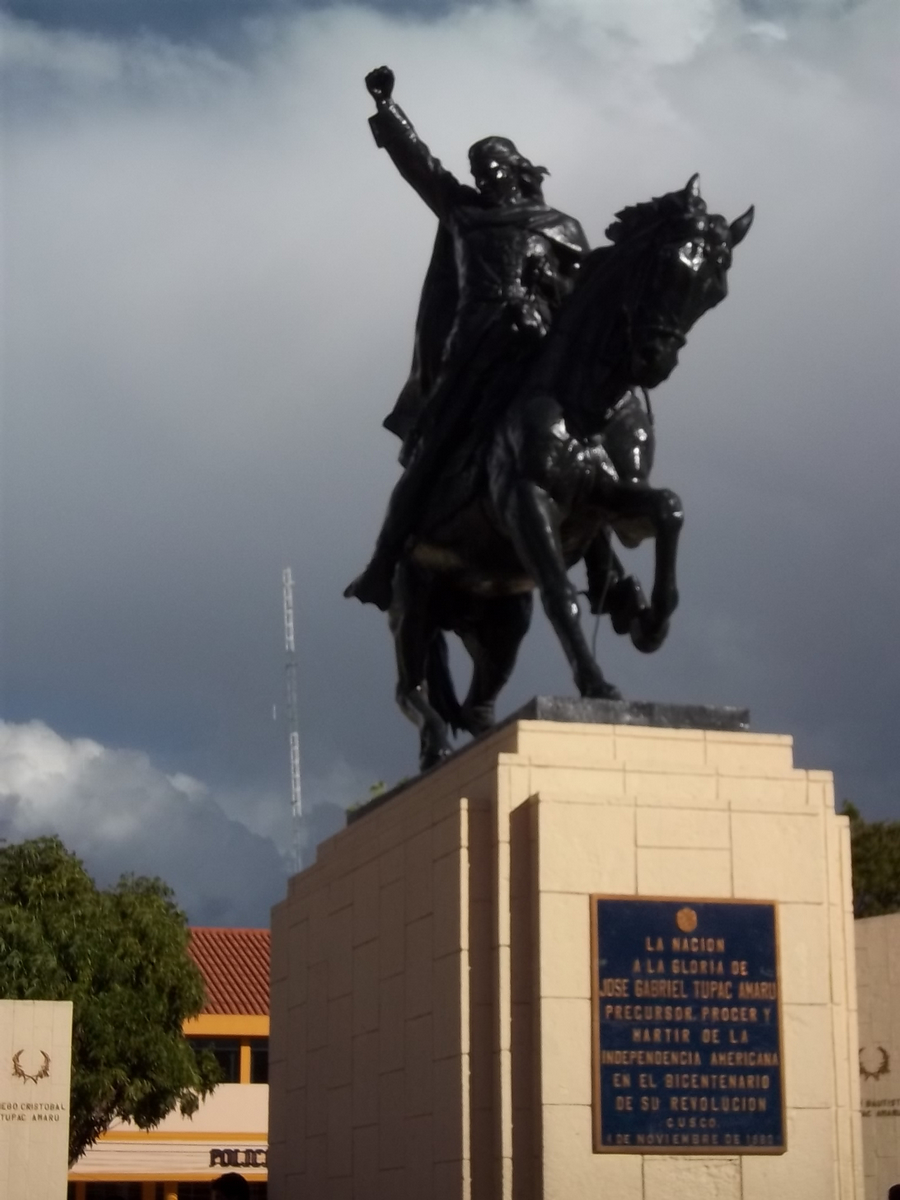
Statue zu Ehren Tupac Amurus II. in Cusco

Das Gebiet der heutigen Länder Ecuador, Kolumbien, Panama wurde 1717 temporär und 1739 endgültig aus dem Vizekönigreich Peru herausgelöst und mit Venezuela als Vizekönigreich Neugranada konstituiert. Auf dem Gebiet des heutigen Bolivien, Argentinien, Uruguay und Paraguay entstand 1776 das neue Vizekönigreich Río de la Plata. (S. zu Landesgrenzen und Bevölkerung: Bevölkerung der iberischen Kolonien in Südamerika am Ende der Kolonialzeit.)
Im 18. Jahrhundert kam es in den Andenländern vereinzelt zu Indianeraufständen. 1780 erhob sich der Kazike José Gabriel Condorcanqui und bezog sich durch seine Namensgebung Tupac Amaru II. ausdrücklich auf die Inkatradition. In Alto Peru, dem heutigen Bolivien, brach gleichzeitig ein Aufstand unter Túpac Katari los. Neun Monate lang wurde La Paz belagert, bevor der Aufstand niedergeschlagen wurde. Ein weiterer Indianeraufstand folgte im Jahr 1814 und wurde ebenfalls blutig beendet.

## Unabhängigkeitszeit
Während sich in den meisten Ländern Südamerikas ab 1809 Unabhängigkeitsbewegungen bildeten, blieb die Lage in Peru relativ stabil. Dies lag vor allem am Regierungsstil des Vizekönigs, dem Herzog von la Concordia, José Fernando Abascal y Sousa, der bereit war, Zugeständnisse im Hinblick auf eine von der Französischen Revolution inspirierte Politik und eine weniger strikte Anbindung an Spanien zu machen. Er führte die spanische Verfassung von Cádiz aus dem Jahre 1812 in Peru ein, griff allerdings bei den wenigen Aufständen, die es trotzdem gab, rigoros durch. Weil der bis 1816 regierende Abascal in seinem Vizekönigreich die Aufstandstendenzen gering halten konnte, hatte er Gelegenheit, die Königstreuen in Ecuador und Oberperu („Oberperu“ war die zeitgenössische Bezeichnung des heutigen Bolivien) zu unterstützen.
Sein Nachfolger Joaquín de la Pezuela, der ab Mitte 1816 regierte, war durch seine Erfolge in Oberperu gegen die argentinischen Hilfsexpeditionen ins Amt befördert worden, und auch während seiner Regentschaft war die Bereitschaft zum Aufstand vergleichsweise gering. Eine Ausnahme ist der Aufstand von Cusco, den der ehemalige indianische Interimspräsident des Königlichen Gerichtshofs in Lima Mateo Pumacahua (1740–1815) zusammen mit den Angulo-Brüdern anzettelte. Die drei daraus resultierenden Feldzüge scheiterten letztlich und die Rädelsführer wurden hingerichtet. De la Pezuela konnte so 1817 eine Expedition zur Rückeroberung von Chile starten, dem jedoch wegen des Widerstands der dortigen Republikaner kein Erfolg beschieden war.
Die Chilenen und Argentinier planten nun ihrerseits die Befreiung Perus. Nach der Vorarbeit von Thomas Alexander Lord Cochrane ab 1819 führte José de San Martín auf den Schiffen des Schotten 1820 ein Expeditionsheer an die peruanische Küste. Die Expedition von San Martín führte zur Befreiung des Nordens von Peru und dem zentralen Küstenstreifen mit Lima. Am 21. Juli 1821 unterschrieben einige Notabeln in Lima die von Manuel Pérez de Tudela verfasste Unabhängigkeitserklärung (Acta de Independencia del Perú). Eine Woche darauf, am 28. Juli 1821, legten Regierung, Militär, Klerus und Gesellschaft auf der Plaza Mayor, dem Hauptplatz der Stadt, den Eid auf die inzwischen als Gesetz beschlossene Erklärung ab. Der 28. Juli ist deshalb der Nationalfeiertag Perus.

Flagge des unabhängigen Peru im 19. Jahrhundert

Das zentrale Hochland und der Süden blieben unter spanischer Kontrolle. Die anfänglichen Erfolge führten zu einem Putsch gegen de la Pezuela, und José de la Serna e Hinojosa wurde der letzte spanische Vizekönig in Peru. Weil San Martín zwar hervorragend plante, aber die daraus entstandenen Vorteile nicht konsequent ausnutzte, um die Spanier endgültig zu besiegen, war er gezwungen, Simón Bolívar um Unterstützung zu bitten.
Dieser jedoch verweigerte bei einem Treffen im ecuadorianischen Guayaquil 1822 seine Mithilfe und San Martín ging nach Europa ins Exil. Anfang 1823 schickte Bolívar auf Bitten des peruanischen Kongresses Antonio José de Sucre mit Truppen und begab sich selbst 1823 nach Peru. Er löste die internen Streitigkeiten der Patrioten von Peru und begann als Diktatorpräsident mit umfassenden Vollmachten Mitte 1824 seinen Feldzug, der mit der Schlacht von Junín und der Zerschlagung der Norddivision des königlichen Heeres im August begann, und mit der Schlacht von Ayacucho im Dezember mit der gesamtspanischen Kapitulation endete.

## 19. Jahrhundert
In der nachfolgenden Zeit wurden Präsidenten willkürlich ein- und abgesetzt. Rebellionen und Bürgerkriege verhinderten die Entwicklung eines modernen Staates. Nach außen hin gab es ständig Differenzen und Kriege mit den Nachbarstaaten. Der bolivianische Diktator Andrés Santa Cruz marschierte im Peruanisch-Bolivianischen Konföderationskrieg 1836 in Lima ein und vereinigte die beiden Länder zur Peruanisch-Bolivianischen Konföderation. Diese Vereinigung zerbrach beim Sturz von Santa Cruz 1839 bei einem Konflikt mit Chile. Mit Spanien geriet Peru 1866 in kriegerische Auseinandersetzungen. Im Salpeterkrieg (1879 bis 1884) verbündete sich das Land mit Bolivien gegen Chile. Nach der Niederlage verlor Bolivien seinen Meerzugang und die salpeterreiche Atacamawüste und Peru die südlichen Provinzen (Vertrag von Ancón).
Ramón Castilla, der zwischen 1844 und 1863 viermal Präsident Perus war, schaffte die Sklaverei ab. Danach fehlten auf vielen Plantagen Arbeitskräfte. Daraufhin ließ die peruanische Regierung in China Arbeiter anwerben. Zwischen 1849 und 1874 kamen rund 100.000 Chinesen ins Land.
Das Wahlgesetz von 1896 gestand allen peruanischen Männern, die mindestens 21 Jahre alt waren, lesen und schreiben konnten und höhere Steuern zahlten, das Wahlrecht zu. 1931 wurde das Zensuswahlrecht abgeschafft und zugleich die Wahlpflicht eingeführt. Alle Männer über 21, sofern sie lesen und schreiben konnten, waren nun wahlberechtigt.

## 20. Jahrhundert
Zu Beginn des 20. Jahrhunderts standen sich drei Gruppen gegenüber: Die Militärs, die Oligarchie und die 1924 gegründete Alianza Popular Revolucionaria Americana (APRA). Die APRA war eine Massenbewegung, die die Interessen der sozialen Unterschicht (vorwiegend Indios) vertrat und gegenüber der herrschenden Oberschicht durchzusetzen versuchte. Sie organisierte ihre Anhänger auch außerhalb des politischen Bereichs in Berufsverbänden und Abendschulen und schuf mit ihren „Volkshäusern“ soziale Einrichtungen, womit es ihr gelang, ihre Organisation im ganzen Land zu verankern. Sie wollte Lateinamerikas Abhängigkeit von den USA durch Sozialreformen und Schaffung einer eigenen Mittelklasse überwinden. Vom Militär wurde sie zunächst bekämpft, 1932 ließ Präsident Cerro in der Nähe der Stadt Trujillo 1000 Anhänger der APRA erschießen. Dennoch versuchte diese, Anhänger unter den Soldaten zu finden.

### Peruanisch-Ecuadorianischer Krieg
Im Peruanisch-Ecuadorianischen Krieg 1941 bis 1942 eroberte Peru Teile des Amazonasgebietes. Im Zweiten Weltkrieg verbündete sich Peru de facto mit den Vereinigten Staaten, auch wenn es die diplomatischen Beziehungen zu den Achsenmächten aufrechterhielt. Peru belieferte während des Krieges die USA mit Rohstoffen, vor allem Salpeter und Kupfer, und erhielt im Gegenzug militärische und medizinische Hilfe. Die USA gründeten noch vor der Kriegserklärung Perus an die Achsenmächte (13. Februar 1945) in Peru die Militärbasis Salinas.
Nach 1945 war neben der inneren Konsolidierung zur Demokratie die wirtschaftliche Abhängigkeit von den USA das Hauptproblem. Die verschiedenen Koalitionen und ihre Politik verwässerten notwendige Reformen um der Opposition keinen Anlass zu geben.
Frauen wurden 1955 auf Geheiß von General Manuel Apolinario Odría Amoretti, der seit 1948 als Diktator herrschte, wahlberechtigt. Seine Frau Maria Delgado de Odría und er wollten den Erfolg der Peróns wiederholen, und das Frauenwahlrecht war Teil ihrer Strategie. Somit wurde das aktive und passive Frauenwahlrecht am 7. September 1955 eingeführt. Frauen, die nicht lesen und schreiben konnte, die meisten von ihnen Indianerinnen, waren jedoch bis in die 1980er Jahre vom Wahlrecht ausgeschlossen. Aus diesem Grund war die Wahlbeteiligung der Frauen an den Wahlen von 1956 deutlich niedriger als die der Männer, und der Plan des Generals endete mit einer Wahlniederlage.

### Militärjunta (1968–1980)
Der Versuch der Regierung Fernando Belaúnde Terrys (1963–1968), die amerikanische Standard Oil zu verstaatlichen, brachte die Regierung in Opposition zu den USA. Nach Ansätzen einer Landreform strichen die Vereinigten Staaten die Entwicklungshilfe. Außerdem verkaufte Washington keine Waffen mehr an Peru. Das konnte Lima vorerst durch Käufe im Frankreich von Charles de Gaulle kompensieren. Als die USA die Wirtschaftshilfe einstellten und ein Bestechungsskandal zugunsten der Erdölgesellschaft IPC (gehörte zum Exxon-Konzern) aufgedeckt wurde, putschte das Militär gegen Präsident Belaúnde Terry am 3. Oktober 1968 und übernahm die Macht. Die Militärjunta unter Juan Velasco Alvarado versuchte, ein gemischtwirtschaftliches System zu etablieren, und wollte die „nationale Souveränität und Würde“ retten. Die beiden bedeutendsten Gesetze der Militärregierung waren:
- das Agrargesetz von 1969, das eine Verstaatlichung von Großgrundbesitz über 150 Hektar in der Küstenregion und 55 Hektar in der Andenregion bedeutete. Die bisherigen Landeigentümer wurden entschädigt, zum Teil in bar, aber zu einem größeren Teil durch Staatspapiere mit einer Laufzeit von bis zu 30 Jahren. Genossenschaftliche Organisation, technische Hilfe und abgestufte Kredite sollten einen Rückgang der Produktion in der Übergangsphase verhindern.
- das Industriegesetz von 1970, das eine eigenständige industrielle Entwicklung Perus vorrangig stellte. Danach gab es drei Bereiche, den staatlichen, den privaten und den genossenschaftlichen industriellen Sektor. Industrieunternehmen, die vollständig mit ausländischem Kapital gegründet worden waren, sollten nach einiger Zeit mindestens zu 66 Prozent in peruanischen Besitz übergehen. Bei anderen Gesellschaften mit ausländischem Kapital betrug der Wert 51 Prozent. Zudem musste jedes Industrieunternehmen von seinem jährlichen Nettoeinkommen rund 10 Prozent der Summe abziehen und diese an die Belegschaft im Verhältnis zu den persönlichen Grundlöhnen verteilen.[20]

Zur Nationalisierung der Erdölvorkommen wurde die noch heute existierende Gesellschaft Petroperú gegründet, ausländische Unternehmen wurden auch hier teilweise enteignet, aber finanziell entschädigt und bei Bereitschaft zur Zusammenarbeit mit den staatlichen Institutionen sogar zu Investitionen ermutigt. Der Aufbau einer Grundstoffindustrie wurde vom Staat vorrangig in die Hand genommen. Der Arbeitsschutz wurde verbessert, mit einer Landreform die Eigentumsverhältnisse auf dem Land radikal verändert. Der enteignete Großgrundbesitz nach dem Agrargesetz – rund 6,7 Millionen Hektar – wurde in genossenschaftliches Eigentum überführt. Weil der Großgrundbesitz im Hochland aber oft den Dorfgemeinschaften geraubt worden war, wurden die Genossenschaften dort nicht akzeptiert, sondern als Fortsetzung des Landraubs aufgefasst. Ziel der Militärs war ein „Dritter Weg“ zwischen Kapitalismus und Kommunismus. Das Schulwesen wurde ausgebaut, das indigene Erbe Perus wurde popularisiert. Ziel war die Entwicklung eines am Mestizentum orientierten gesellschaftlichen Bewusstseins. Außenpolitisch engagierte sich Peru in der Bewegung der Blockfreien, was zu Spannungen mit den USA führte. 1975 wurde Velasco aufgrund der wirtschaftlichen Probleme (sinkende Fischmehlproduktion für den Export und fallende Preise beim Kupfer und dadurch steigende Auslandsverschuldung) abgesetzt. Sein Nachfolger wurde General Francisco Morales Bermúdez, der einen konservativeren politischen Kurs einschlug.

### Demokratisches System (ab 1980)
1979 ließen die Militärs eine neue Verfassung ausarbeiten, und am 18. Mai 1980 fanden die ersten freien Wahlen statt. Belaúnde Terry wurde am 28. Juli 1980 wieder als Präsident der Republik Peru für fünf Jahre in das Amt eingeführt. Die verstaatlichten Unternehmen, Banken, Zeitungen und Fischereibetriebe wurden in Privatbesitz übergeben.
Ab 1982 begann die linksgerichtete Guerilla-Gruppe Sendero Luminoso (Leuchtender Pfad) mit wachsender Aktivität einen blutigen Krieg gegen die Staatsgewalt. Über die Provinz Ayacucho wurde der Ausnahmezustand verhängt. Später, im Winter 1983, galt er gut drei Monate lang, vom 30. Mai bis zum 9. September 1983, sogar im ganzen Land. Die Gruppe brachte ein Viertel des Landes unter ihre Kontrolle. In abgelegenen Regionen des Berglandes kam es zu zahlreichen Massakern an der Landbevölkerung. Sowohl die Guerillabewegung als auch das Militär bestraften damit die Zusammenarbeit der Dorfbewohner mit dem jeweils anderen Gegner.
Zwischen 1985 und 1990 versuchte Präsident Alan García zunächst eine Abkehr von der neoliberalen Wirtschaftspolitik, die sein Vorgänger betrieben hatte. Der gesetzliche Mindestlohn wurde angehoben, der Import von Fertigwaren beschränkt und der von Investitionsgütern erleichtert. Nachdem García die Begrenzung des Schuldendienstes auf 10 % der Exporterlöse ankündigte, erklärten IWF und Weltbank Peru für nicht mehr kreditwürdig. Die Inflation nahm dramatische Ausmaße an und brachte gerade ärmere Menschen um ihre Ersparnisse. Hinzu kam eine durch Begünstigung von APRA-Mitgliedern hervorgerufene extreme Korruption. Der Sendero Luminoso intensivierte seine Aktionen, García scheiterte schließlich mit seiner Politik.

### Präsidentschaft Alberto Fujimoris
Betroffen über die Korruption, die zunehmende Bedrohung durch den Sendero Luminoso und die wirtschaftlichen Verhältnisse des Landes wählte die Bevölkerung den unbekannten Alberto Fujimori 1990 zum Präsidenten. Ihm gelang es, die Inflation innerhalb von zwei Jahren von 7500 % auf 140 % zu senken und zahlreiche Wirtschaftsreformen durchzusetzen. Staatsbetriebe wurden wieder privatisiert und günstige Bedingungen für ausländische Investoren geschaffen.
Am 5. April 1992 löste Fujimori nach einem vom Militär gebilligten Staatsstreich das Parlament auf und setzte die Verfassung außer Kraft. Er ließ eine neue, auf ihn zugeschnittene Verfassung ausarbeiten, die am 29. Dezember 1993 in Kraft trat. Am 9. April 1995 wurde Fujimori neuerlich zum Präsidenten gewählt. Sein Gegenkandidat war der frühere UNO-Generalsekretär Javier Pérez de Cuéllar. Am 12. Mai und 3. Juni 1995 fand die Parlamentswahl statt; Fujimoris Partei „Cambio 90“ erhielt eine absolute Mehrheit (67 von 120) der Kongresssitze.
Am 17. Dezember 1996 überfielen linksgerichtete Rebellen des Movimiento Revolucionario Túpac Amaru die Residenz des japanischen Botschafters in Lima und nahmen 483 Personen als Geiseln, von denen etwa 200 am gleichen Tag wieder freigelassen wurden. Eliteeinheiten der Armee stürmten am 22. April 1997 die Residenz und befreiten 71 der 72 übrigen Geiseln.
Die Wiederwahl Fujimoris zum Präsidenten am 9. April 2000 führte zu heftigen Protesten im ganzen Land, weil sie auf Wahlmanipulation basierte. Hinzu kam ein Bestechungsskandal um Fujimoris Sicherheitsberater Vladimiro Montesinos. Montesinos beantragte am 17. September 2000 politisches Asyl in Panama, Fujimori flüchtete am 13. November 2000 nach Japan.
Als Übergangspräsident wurde Valentín Paniagua vereidigt, der eine Wahrheitskommission ins Leben rief, um die von 1980 bis 2000 begangenen Menschenrechtsverletzungen zu untersuchen. Eine Untersuchungskommission des peruanischen Parlaments stellte in einem über 12.000 Seiten langen Bericht, veröffentlicht am 28. August 2003, fest, dass Fujimori und Montesinos Peru mit einem Netz korruptiver und krimineller Praktiken überzogen hatten und erhoben gegen beide außerdem wegen ihres Vorgehens bei der Guerilla- bzw. Terrorismusbekämpfung den Vorwurf von Verbrechen gegen die Menschlichkeit.

## 21. Jahrhundert
Im Jahr 2001 wurde Montesinos in Venezuela aufgespürt und nach anfänglichem Zögern nach Peru ausgeliefert, wo er mit Haftbefehl gesucht wurde. Im Jahr 2003 wurde er zu 15 Jahren Gefängnis verurteilt.

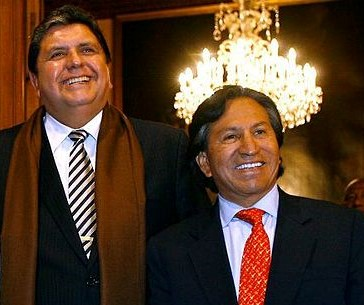
Die ehemaligen Präsidenten Alan Garcia (links) und Alejandro Toledo (rechts)

Alejandro Toledo gewann die Präsidentschaftswahl am 8. April 2001 und wurde am 28. Juli der erste Präsident indigener Herkunft. Toledo versuchte, die vergangenen Gesetzesverletzungen aufzurollen und unabhängige Gerichte einzusetzen. Seine Popularität nahm während der zweiten Hälfte seiner Amtszeit konstant ab, nicht zuletzt wegen zahlreicher Skandale und Korruptionsfälle. Im Mai 2003 streikten Bauern und Lehrer und errichteten landesweit Straßenblockaden. Toledo rief den Ausnahmezustand aus und beauftragte die Armee, die Ordnung in den 12 Regionen des Landes wiederherzustellen. Im Anschluss daran wuchs die Unzufriedenheit der Bevölkerung gegenüber dem Präsidenten. Im März 2002 besuchte mit George W. Bush zum ersten Mal ein US-Präsident Peru.
Nach einer Streikwelle wurde Beatriz Merino am 23. Juni 2003 erste Ministerpräsidentin Perus. Staatspräsident Toledo entließ sie am 12. Dezember 2003.
Am 1. Januar 2005 überfiel der ehemalige Major Antauro Humala mit einer Gefolgschaft von etwa 100 Mann in der Stadt Andahuaylas in der Region Apurímac eine Polizeistation und nahm 10 Polizisten als Geiseln. Dabei wurden 4 Personen getötet. Die nationalistische Gruppe Etnocaceristas unter der Führung von Antauro Humala sowie dessen Bruder Ollanta Humala forderte Verurteilung und Tod des Staatspräsidenten. Die Etnocaceristas beziehen sich mit ihrem Namen auf den ehemaligen Präsidenten Andrés Caceres, der trotz Niederlage im Salpeterkrieg gegen Chile den chilenischen Soldaten heftigen Widerstand leistete. Die Regierung entsandte Militäreinheiten in das betroffene Gebiet. Am 4. Januar legten die Aufständischen die Waffen nieder und ergaben sich dem Militär. In der Folge trat der Innenminister Javier Reátegui zurück.
Am 6. November 2005 reiste der frühere Präsident Fujimori nach Chile. Chile vollstreckte einen vorliegenden Interpol-Haftbefehl. Nach einem juristischen Tauziehen billigte der Oberste Gerichtshof Chiles (Corte Suprema de Justicia) am 10. September 2006 Fujimoris Auslieferung nach Peru.
Im Frühjahr 2006 fanden Wahlen statt. Der ehemaligen Präsident Alan García gewann die Stichwahl zum Präsidentenamt. Bei den Wahlen 2011 wurde Ollanta Humala zum Präsidenten gewählt. Bei den Wahlen 2016 wurde Pedro Pablo Kuczynski zum Präsidenten gewählt. Er trat am 21. März 2018 zurück und kam damit einem geplanten Amtsenthebungsverfahren wegen Korruptionsvorwürfen zuvor. Sein Amtsnachfolger wurde Martín Vizcarra.
Seit März 2020 belastet die COVID-19-Pandemie das Leben in Peru.
Am 9. November 2020 stimmten die Kongressabgeordneten mit Zweidrittelmehrheit dafür, Vizcarra wegen Korruption und „moralischer Unfähigkeit“ abzusetzen.

### Staatspolitische Krise (seit 2022)

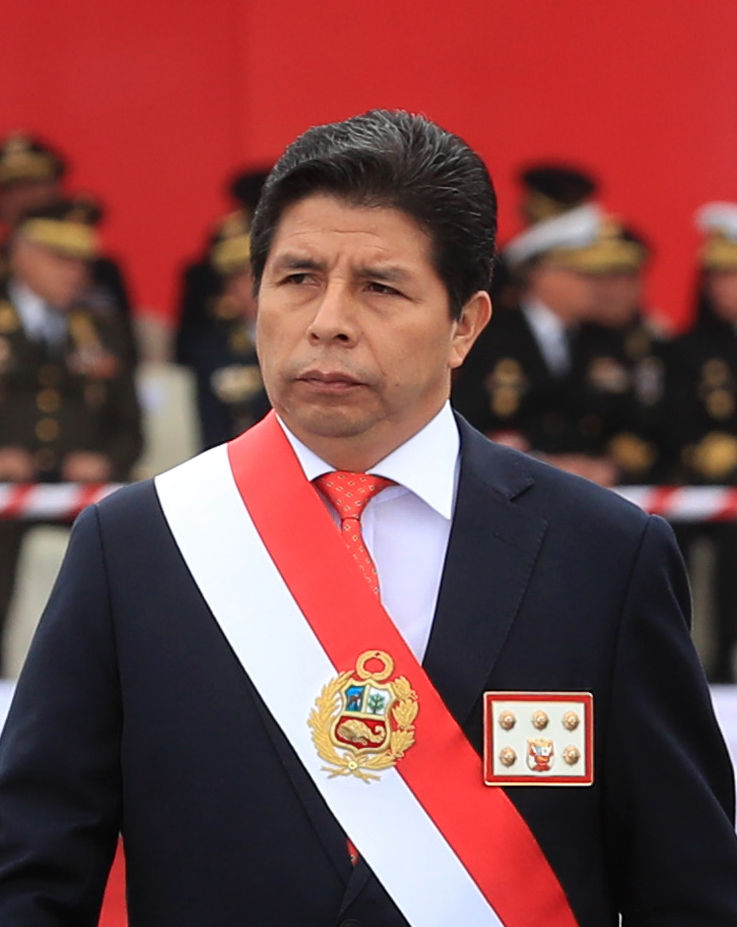
Pedro Castillo

Bei den Präsidentschaftswahlen im April 2021 gewann überraschend Pedro Castillo von Peru Libre (PL), einer 2016 gegründeten Partei mit marxistisch-leninistischer Ausrichtung. Nachdem er bereits im ersten Wahlgang mit 18,92 % die meisten Stimmen auf sich vereinigen konnte, gewann er auch die Stichwahl am 6. Juni 2021 mit 50,13 Prozent gegen Keiko Fujimori, die Tochter des früheren Präsidenten Alberto Fujimori. Im Dezember 2022 wurde Castillo vom Kongress wegen „Rebellion“ entmachtet und in Untersuchungshaft genommen. Castillo wollte zuvor den Kongress auflösen und Neuwahlen zu einer verfassungsgebenden Versammlung ausrufen. Einige Tage nach der Absetzung Castillos wurde Dina Boluarte vom Parlament als neue Präsidentin und als erste Frau im höchsten Amt des Staates vereidigt.
In den Monaten nach der Verhaftung kam es zu landesweiten Protesten mit teilweise schweren Ausschreitungen und mehr als 70 Toten. Die Demonstranten fordern sowohl die Absetzung der neuen Präsidentin als auch die Auflösung des Parlaments. Die Proteste werden stark von den indigenen Völkern der Quechua und Aymara im andinen Hochland getragen, die insbesondere auch den strukturellen Rassismus und die politische Marginalisierung im Land anprangern.